# TMZ
TMZ — онлайн-таблоид, принадлежащий компании Fox Corporation. Запущен 8 ноября 2005 года. Он был совместным проектом AOL и Telepictures, подразделения Warner Bros., пока Time Warner не продала AOL в 2009 году. 13 сентября 2021 года WarnerMedia продала сайт Fox Corporation (которая сама была выделена из новостных активов, полученных в результате приобретения 21st Century Fox компанией Walt Disney Company) в рамках реструктуризации своей материнской компании AT&T.
Название TMZ является инициализмом для thirty-mile zone — исторической студийной зоны в радиусе 30 миль (50 км), расположенной на пересечении бульвара Западный Беверли и бульвара Северная Ла Сьенега в Лос-Анджелесе, Калифорния.
Управляющим редактором TMZ является Харви Левин, юрист-журналист, ранее работавший юридическим экспертом на лос-анджелесском телеканале KCBS-TV. Сайт утверждает, что не платит за статьи или интервью; однако Левин признал, что TMZ «иногда платит источникам за наводки на истории». 10 сентября 2007 года вышел сопутствующий телевизионный сериал TMZ on TV.

## Создание
За три месяца до официального запуска TMZ компания America Online (AOL) намекнула, что планирует запустить новостной сайт, ориентированный на Голливуд и развлечения, который будет производиться совместно с Telepictures Productions, и проявила интерес к запуску сайта, посвящённого в основном знаменитостям. Во время запуска AOL подтвердила, что сайт будет в основном содержать голливудские сплетни, включая интервью, фотографии и видеоматериалы знаменитостей, а также информацию, касающуюся новостей индустрии кино, телевизионных шоу и т. д. Сайт был описан как «попытка ещё больше подпитать нынешнюю американскую одержимость знаменитостями». Майк Шилдс из MediaWeek.com написал: «Сайт также может похвастаться обширной коллекцией архивных фотографий и видеозаписей звёзд», позволяя поклонникам «проследить, как менялись линии волос и талии их любимых исполнителей на протяжении многих лет».